# 魔法少女スバル
『魔法少女スバル』（まほうしょうじょスバル）は、魔法少女・戦闘美少女を題材とする18禁のパソコンゲーム（アダルトゲーム）ソフトである。
BLACK Lilithより、ダウンロード版が2009年12月18日に、パッケージ版が同年12月25日にそれぞれ発売された。
なお、同ブランドから2009年6月に発売された作品『魔法少女イスカ』とは同じ世界観を共有しており、時系列的には『イスカ』がより過去の話となっている。

## あらすじ
星崎家長男の夕夜と、長女のスバルは学校のクラスメイトも認める程の仲の良い兄妹。文化祭も間近に迫り学年毎に各々の出し物の準備を進めていた。
そんなある日に夕夜のクラスに転校生がやって来た。その人物は丁度今朝、道でぶつかった女性であった。
その少女、東雲セッカは夕夜に、正確には夕夜と妹のスバルに用があると言い、彼らの元に強引に付いて来た。最初こそ尖った態度で接して来たセッカだったが、二人と付き合って行くうちに少しずつその態度が丸くなって行き、仲良くやって行けるのではと思えるようになっていた。
しかしその日々は急に破壊される。三人で買い物をしていた時、突如人ではない何者かに夕夜が襲われた。急な事態に混乱する夕夜。そこに駆けつけたスバルとセッカ。そして明らかになるセッカの正体…。彼女はこの世界と別の世界から訪れた魔女であった。
魔女に操り人形にされた人間を攻撃し撃破するセッカだが、そこに現れた黒い魔族によって倒されてしまう。
自分たちの身に迫る危機に何とスバルまで魔女に変身を遂げてしまう…。スバルの正体とは？彼女を姉と慕うセッカの言葉の意味とは？二人の兄妹の絆は何処に向かうのか？

## 登場人物
星崎 夕夜（ほしざき ゆうや）
声 :なし
星崎家の長男であり、スバルの兄。巨乳好き。料理は余りうまくない。よくいる普通の少年といった体であるが、妹の事を大切に思っており、彼女を守るためならばその身を挺する事も抵抗の無い程である。
物語の序盤でスバルが魔女だと知り、更には自分と血のつながりが無いと知ってもなお妹としてスバルを迎える度量を持っている。
また洞察力にも優れ、相手の感情などを推し量る事にも長けているが、それが自分に向かう場合は鈍感になる。
ずぼらな所が多いが言葉遣いには結構うるさく、朝起きた際のあいさつなどは欠かさない。
その分言葉で会話する事を大切に考えている節が有り、無力である自身に腹を立てる事もありながら、同じように会話をして意志を疎通しない相手に対して強い怒りを感じる事もある。
星崎 スバル（ほしざき スバル）
声 :花南
星崎家の長女であり、夕夜の妹。貧乳。兄思いの妹で、学校でも兄に頭をなでてもらい甘える姿は学園の名物にもなっている。一人称は“私”だが、夕夜に頭をなでてもらった時などは一人称が“セッカ”になる程である。
その正体は異世界フィオルシカアジルからこの世界に訪れた魔女であるが、本人はその記憶が無く今まで星崎家で生まれ育った思い出しか無い。セッカによると記憶のある時は凛として隙のない人物だったそうである。
彼女が何故魔女としての記憶を失っているのかがこのゲームのテーマにもなっている。
魔女として扱う魔具は空中に浮遊する二つの拳。魔石の性質は雷で、黄色いカラーで表現される。
オーバードライブによる必殺技は強力な電磁波で相手を固定し、四つの魔法陣から一つの巨大な魔法陣を形成する事で召還した拳を相手に殴りつける「矛〜盾掴みたたきつける王（レグスア・スクトゥリィム〜ランケア）」。発動の際には「ガツンといけええええっ！」が決め台詞になっている。
そのエネルギーは大きく、風の魔石と同等な程強力な雷の魔石から、矛と盾の両方を持った程強力な王のチカラを扱うと言う事から“暴君つかい”の異名を持っていたと言う。ただ強大な分発射までの溜がかなり長く、相手がそれなりの魔族であった場合は、その空間に魔力を発生させ発動させないよう押さえ込まれる事もあり、コンビを組んでいる際に発動する事がベストなやり方とも言える。
記憶を失っているため、ゲーム中では発動後にかなりパワーを消費してしまう。
東雲 セッカ（しののめ セッカ）
声 :青井美海
夕夜のクラスに転入して来た少女。その正体はかつてスバルのもとで、この世界で共に過ごして来た魔女である。
この世界で先輩として己を救ってくれたスバルを「姉さん」と呼び慕っていたが、ある日スバルがいなくなったため、彼女を指す事になる。そしてスバルが星崎家にいる事を突き止め、夕夜のクラスに入り込みスバルを取り戻そうするも、今の彼女に魔女だった頃の記憶が無く、記憶を取り戻すため、その記憶が戻るまでの間スバルを守るため、兄妹二人と行動を共にするようになる。
魔女として扱う魔具は刃の付いた二丁の大型銃。魔石の性質は前作のティアと同じく炎で、赤いカラーで表現される。
オーバードライブによる必殺技は大地にある熱エネルギーを集め、巨大な砲を召還し、そこから一気に発射する「虚空を穿つ弓手（サナルス・トゥエアリストリガー）」。決め台詞は「撃ち抜けえええええっ！」。
当初は姉を取り戻す事だけを考えていたが、兄妹となった二人のやり取りや学校での生活に馴染んで行くに連れ、少しずつ皆が悲しむような事は嫌だ、と思うようになって行く。
音無 アスナ（おとなし アスナ）
声 :紘川琴音
セッカが転向して来たのと同じ日に、スバルのクラスの担任が産休で来られなくなった事で臨時で来る事になった教師。
その正体は魔族の一人で、この地区の魔族の一人がやられたという事を知りやって来た。以前からこの地区にいる黒騎士とは同僚とは言いきれない微妙な関係。
血肉を操る能力に長け、人間はもちろん、虫などの動物の血肉を操作する事が出来、時間はかかるが、たとえ自身の体が破壊されても核さえ残っていれば人間の肉体などを自分の物として修復も出来る。
魔族として生きる事しか考えていなかったが、スバルの力を目の当たりし、この力の出所を探る内に魔女という枠組を外れ、人間のような感情を持って行くスバル達に嫉妬とも言えるような怒りを覚えるようになって行く。
黒騎士（くろきし）
声 :なし
アスナがこの地区に訪れる前からこの地区にいた魔族。機械のような黒い体をしており、喋る事が出来ないが、外見から女性型の魔族と言う事は推察出来る。
能力は腕にある刃を発射し、刺さった相手を操作するというもの。刺さった刃は肉と同化するために自然に落ちる事は無く、誰かに破壊してもらわなければ能力から逃れられない。
その存在と以前黒騎士と共にいたというもう一人の魔族がスバルの記憶喪失に深く関わっているらしい。

## 用語
魔女
魔女とは魔石を魔族から隠し通すための存在である。異世界フィオルシカアジルの魔法使いが魔石を一つの場所に置いておくのは危険と判断し、様々な世界に分断させるために生命体を作り出し、核となる魔石を入れることで意志を持たせた者が魔女である。
ゲームタイトルでは魔法少女となっているが、作中の呼称では全て魔女で統一されている。
魔女は記憶改ざんの能力などを持っており、その世界の人間に成り済まし、魔石を手に入れようとする追っ手から逃げることが第一と考えている。そのため、基本的に自分のことで手一杯という者が多く、その世界の住民も単なる隠れ蓑程度の存在としてしか見ていない者が多い。
魔石
前述の通り、魔女は魔王の魂の欠片である魔石を隠すための存在であり、自衛の手段として魔石のチカラを自分の物として扱えるようにする魔導機関サテュルメ・マグネシアを搭載している。魔石には様々な性質が存在し、それらは元々魔王のチカラであったようである。
チカラの違いによって様々な効力を発揮するため、持っている魔具などにも違いがある。また、サテュルメ・マグネシアに過負荷（オーバードライブ）をかけ、通常よりも強大なエネルギーを放つことも可能となっている。
魔族
魔族は魔王の眷属であり、再び魔王の魂を一つにして魔王を復活させようと目論む存在である。それゆえ、各世界で自分をその石の住民と成り済まし、世界に紛れ込んでいる魔女をあぶり出す魔女狩りを第一に行うべきと考えている。
魔族は各々のやり方でその世界の住人を“人形”として、自分たちの使役する駒にできる。そうすることで人形になった人間は自分の意志が無くなり、もしその状態で殺されたならこの世界から初めからいなくなった状態となってしまう。
魔族は魔石を手に入れるために魔女を襲うが、その際に相手を物理的に破壊しても魔石は取り出せないらしく、時間さえあれば肉体は修復できるらしい。魔石を取り出すには何らかの形で魔女に“絶望”を味わわせ、「こんな状態ならもう意識（魔石）など要らない」と思わせることが必要であるため、魔女達を快楽付けにして絶望させるという手段に走る魔族が多い。
ヴァニタス状態
魔石を入れる前の空虚な状態の魔女。エネルギーとなるための魔石が無いため当然考える事も、動く事も無い文字通りの人形状態。この状態の魔女は本来表現されるカラー部分が黒くなっている。

## スタッフ
- 企画 - ZEQU
- 原画 - 龍炎狼牙
- 原作・シナリオ - ZEQU
- グラフィック - チームやしがに
- 音楽 - bAsHEE (LipOnHip)、Dahna (LipOnHip)、va玖 (LipOnHip)
- 演出 - 巫浄スウ、EDEN
- 監督 - EDEN